# 雷盜龍
雷盜龍（學名："Brontoraptor"）是獸腳亞目恐龍的一屬，化石發現於侏羅紀晚期啟莫里階的莫里遜組，是個非正式名稱。牠是屬於獸腳亞目的堅尾龍類，有可能是斑龍超科，生存於現今的美國懷俄明州。
雷盜龍未被正式發表，是在1990年代由古生物學家羅伯特·巴克（Robert T. Bakker）提及，只是一個無資格名稱。描述雷盜龍的手稿只是在網上讓人閱覽。雷盜龍非常龐大，而骨頭很厚。由於體型龐大，很難相信牠能夠追捕獵物，所以被認為是以腐肉為主食。